# フルボ酸
フルボ酸（フルボさん、フルビック酸、fulvic acid）とは、植物などが微生物により分解される最終生成物である腐植物質のうち、酸によって沈殿しない無定形高分子有機酸。土壌や天然水中に広く分布している。
土壌からの抽出では、アルカリまたは弱酸のアルカリ塩でフミン酸(腐植酸)と共に抽出後、酸を加えてフミン酸を沈殿させて分離する。精製の困難さのため、フミン酸に比べて研究は少ない。

## 構造
フミン酸同様に、化学構造がただ一つ決まった分子ではなく、その分子内にカルボキシル基、フェノール性水酸基を多く含んだ多価有機酸である。
土壌由来のフルボ酸の例では、炭素を35 - 42%、水素を3 - 6%、窒素を約1%、硫黄を約0.3 - 0.7%（それぞれ重量%）含有する。
また、地下水由来のフルボ酸ではフェノール性水酸基をほとんど含まないとの報告もなされている。

## 化学成分
フルボ酸のE4/E6比（465nmにおける吸光度と665nmにおける吸光度の比）はフミン酸より高い。
市販されている「フルボ酸」を謳うサプリメント類の多くは、フルボ酸を含有するだけの粗生成物であり、多糖、フェノール性物質、たん白質などの非腐植物質を多く含有すると推定される。
自然界では多くの金属と錯体を形成するが、鉄との錯体はフルボ酸鉄となり海洋への鉄分の移動の大きな部分を占めると共に、植物(植物性プランクトンを含む)の生長を促進する効果を示すデータがあるが、動物に対する科学的なデータは不足している。